# DoorDash
DoorDash Inc. ist ein US-amerikanischer On-Demand-Lieferservice, der Mahlzeiten von Restaurants an Verbraucher liefert. Die Fahrer des Lieferservices, genannt Dasher, nutzen dabei ihre eigenen Fahrzeuge oder liefern zu Fuß aus. Für Wartung und Reparaturkosten muss das Unternehmen dabei nicht aufkommen. Für jede erfolgreiche Auslieferung kassiert DoorDash eine Provision.
DoorDash wurde in Palo Alto eingeführt und war bis Mai 2019 in mehr als 4.000 Städten in den Vereinigten Staaten und Kanada aktiv. Das Unternehmen ist der größte Drittanbieter-Lieferservice in den USA, der Grubhub seit dem Jahr 2019 übertrifft. Gemeinsam mit den konkurrierenden Lieferdiensten wurde DoorDash die Errichtung eines Monopols vorgeworfen.
Das Unternehmen ist im NASDAQ gelistet und wird unter dem Kürzel DASH gehandelt.

## Geschichte
DoorDash wurde 2013 von den Stanford-Alumni Tony Xu, Stanley Tang, Andy Fang und Evan Moore als Start-Up gegründet. DoorDash hat in mehreren Finanzierungsrunden mehr als 700 Millionen US-Dollar von Investoren aufgebracht, darunter Charles River Ventures, SV Angel, Khosla Ventures, Sequoia Capital, SoftBank, GIC und Kleiner Perkins.  Bis 2019 hatten Investoren mehr als 2,5 Milliarden US-Dollar investiert.
Im April 2018 wagte sich DoorDash durch eine Partnerschaft mit Walmart an die Lieferung von Lebensmitteln.
Es wurde im Dezember 2018 berichtet, dass DoorDash Uber Eats überholte, um hinter Grubhub den zweiten Platz im gesamten Verkauf von Lebensmitteln in den USA einzunehmen. Bis März 2019 hatte es den Gesamtumsatz von Grubhub mit 27,6 % des Marktes für On-Demand-Lieferungen übertroffen.
Am 1. August 2019 gab DoorDash die Übernahme von Caviar bekannt, einem auf die Lieferung von Lebensmitteln spezialisierten Service von gehobenen Restaurants in städtischen Gebieten, die normalerweise keine Lieferung anbieten, von Square, Inc. Der Kaufpreis betrug 410 Millionen US-Dollar. Das Unternehmen gab später im August 2019 bekannt, dass es Scotty Labs übernommen hat, ein Startup-Unternehmen für Teleoperationen, das sich auf selbstfahrende und ferngesteuerte Fahrzeugtechnologie konzentriert. Die finanziellen Details der Akquisition wurden nicht öffentlich bekannt gegeben.
Am 27. Februar 2020 gab DoorDash bekannt, dass es einen Börsengang beantragt hat. Im selben Jahr erlebte es durch die COVID-19-Pandemie einen deutlichen Anstieg der Nachfrage für seine Lieferdienstleistungen. Am 9. Dezember 2020 erfolgte der Börsengang an der New York Stock Exchange. DoorDash konnte damit 3,4 Milliarden US-Dollar erwirtschaften.
Im September 2021 wurde bekannt, dass DoorDash eine Beteiligung am deutschen Lebensmittel-Lieferdienst Flink erworben hat. Am 9. November 2021 kündigte DoorDash zudem die Übernahme des finnischen Lieferunternehmens Wolt für über 7 Milliarden Euro an. Das Unternehmen trat damit in 22 neue Märkte in Europa ein, darunter Deutschland. 2022 wurde die Übernahme abgeschlossen, wobei Wolt weiterhin unter dem eigenen Markennamen in Asien und Europa aktiv blieb.
Im April 2025 unterbreitete das Unternehmen ein erstes Übernahmeangebot für Deliveroo, ein in Großbritannien ansässiges Unternehmen für Essenslieferungen, in Höhe von 2,7 Milliarden Pfund (3,6 Milliarden US-Dollar).